# 壁畫

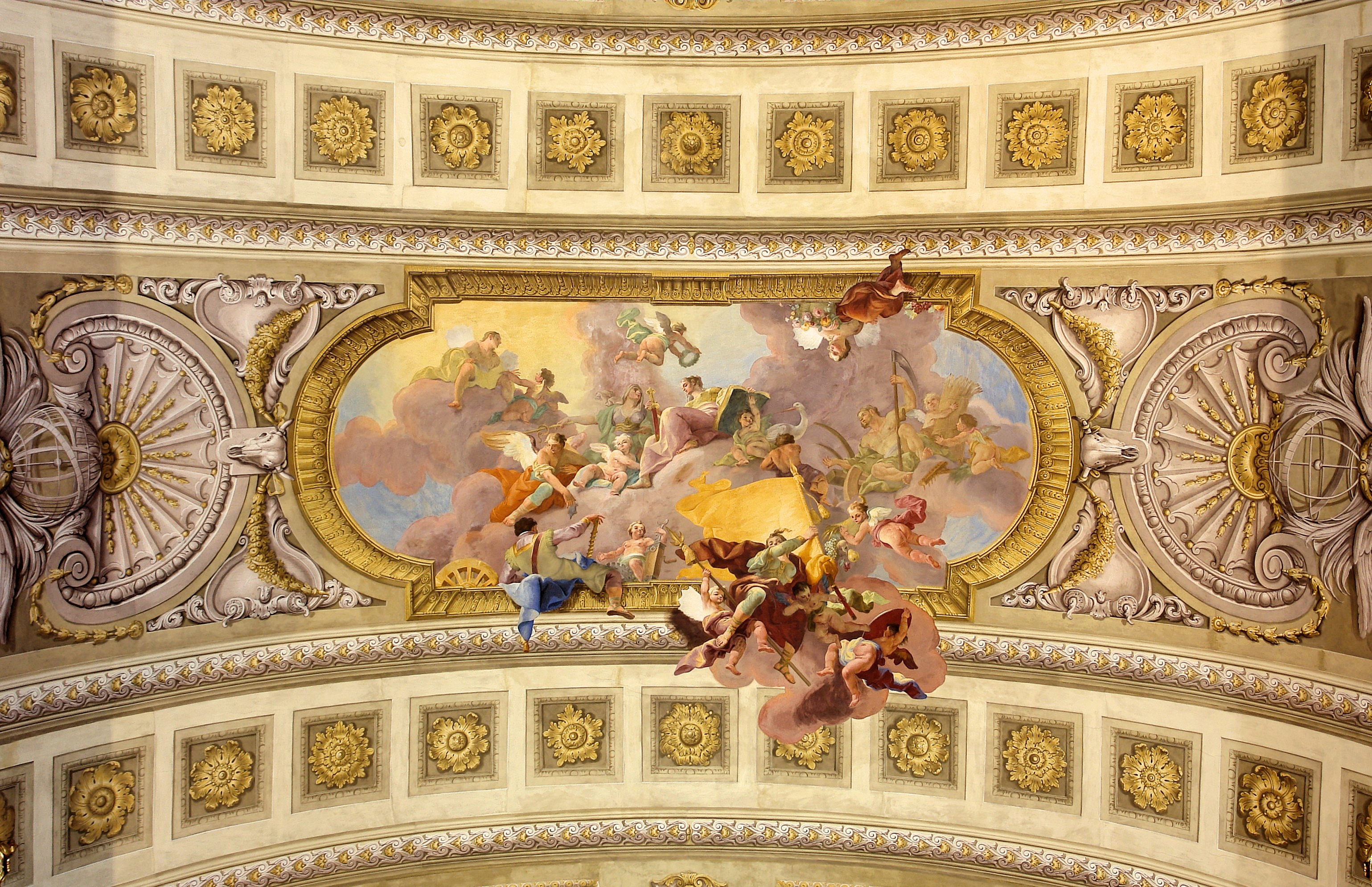
1730年画的奥地利国家图书馆的天顶壁画《战争和法律的寓言》

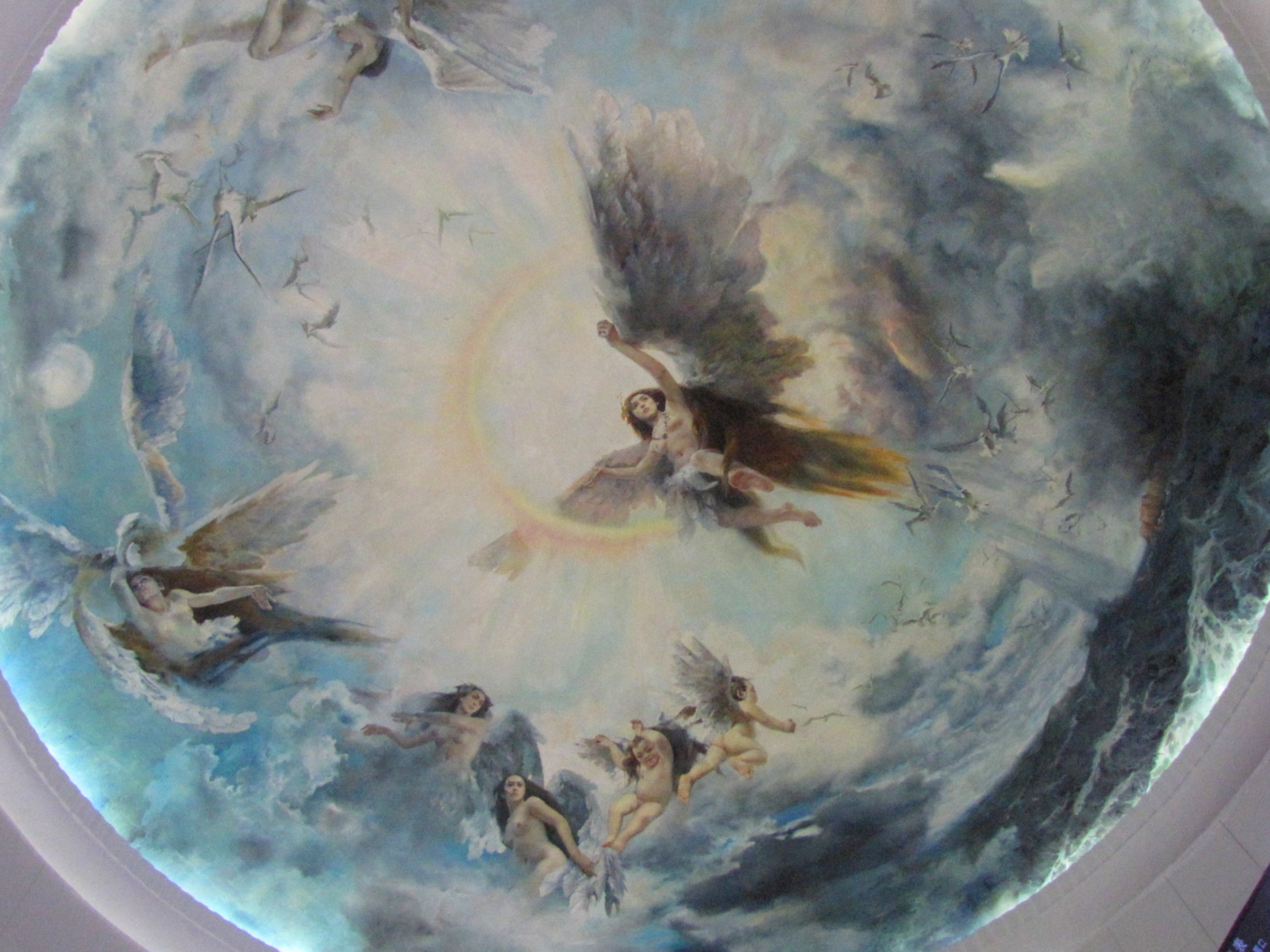
天津站穹顶壁画精卫填海，中国最大的穹顶壁画

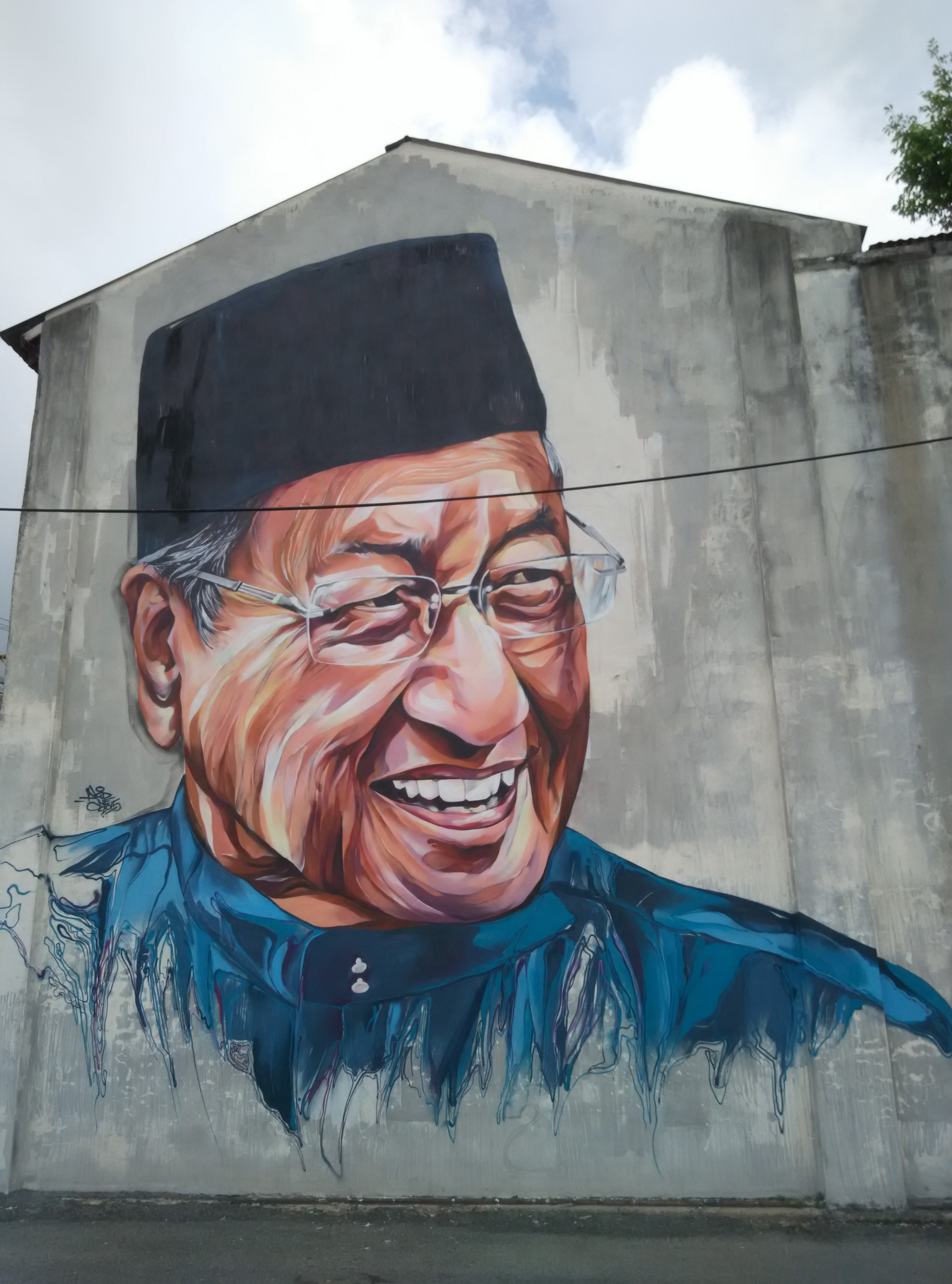
2015年位于马来西亚亚罗士打画成的前首相马哈迪·莫哈末壁画吸引了许多人拍照

壁畫是一種裝飾牆壁和天花板的繪畫，可說是最原始的繪畫型式。最早的壁畫是在法國一個山洞中發現的，因此有時壁畫也稱洞穴畫。壁畫的歷史發展到最後，變成建築裝飾，和室內裝飾的一種，彩磚也是壁畫的一種。都市裡面青少年反動性的塗鴉，也算是壁畫之一，戶外廣告如果是用繪畫的型式製作的，也是壁畫。
壁畫創作時，要考慮到牆壁的結構，壁畫的創作可改變整體空間的比例和感受。
壁畫是古蹟修復人員的挑戰與難題，因為牆壁不像其他畫作能裱框，收藏，覆上玻璃保護，所以只要是年代久遠的壁畫，受損的情形都很嚴重。因此很珍貴，也很有價值。

## 各国著名壁画

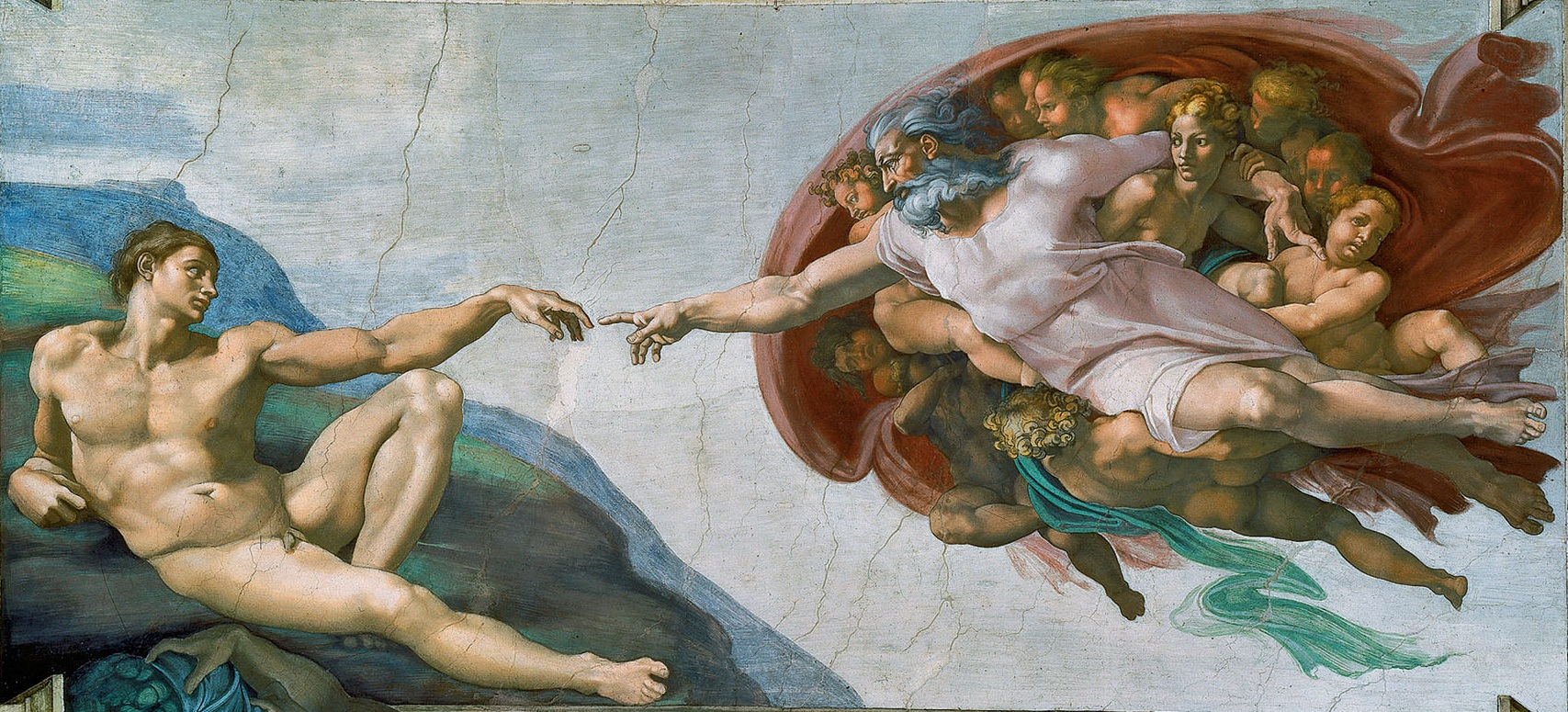
《创造亚当》，梵蒂冈西斯汀小堂
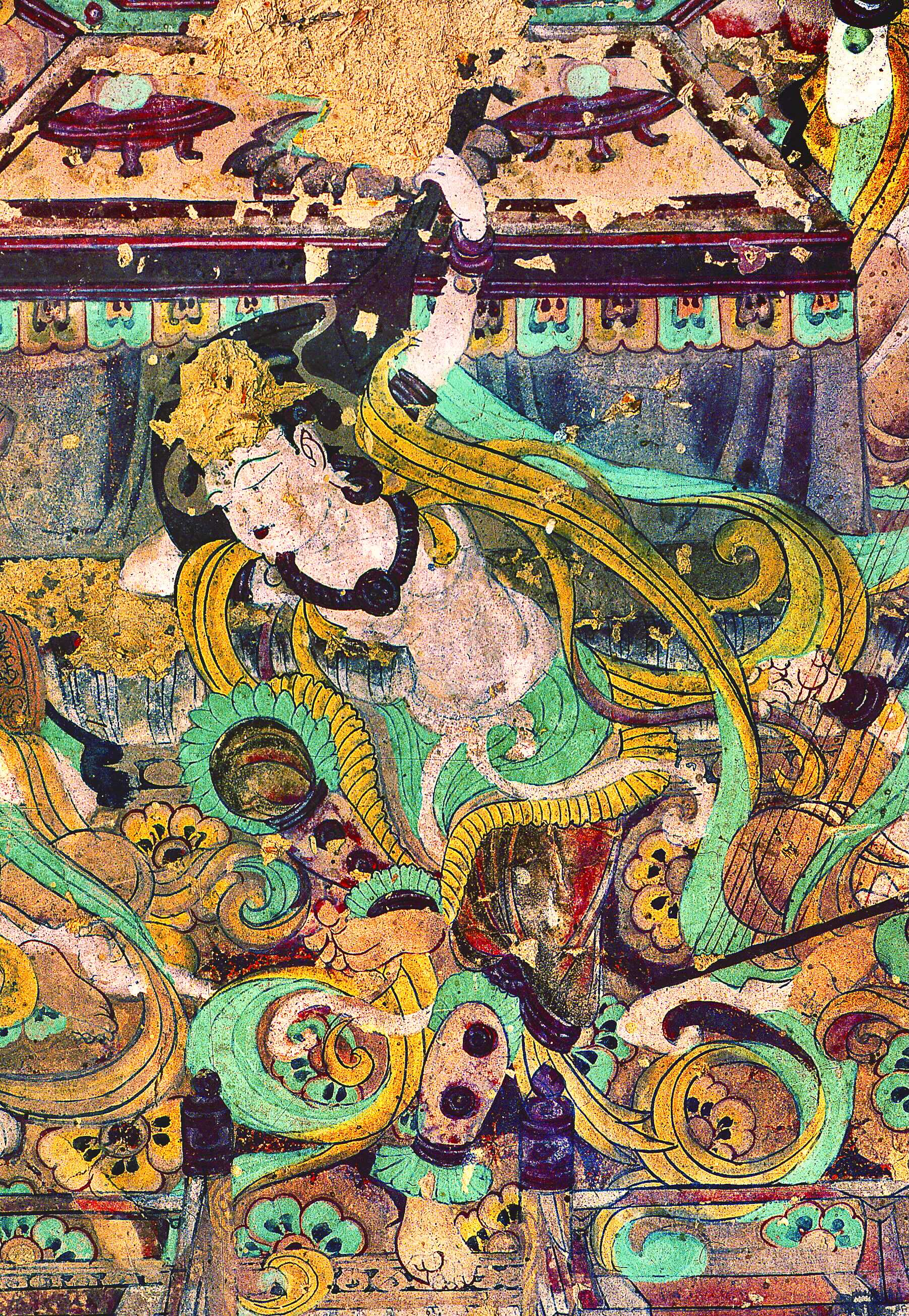
《反弹琵琶》，中国敦煌莫高窟
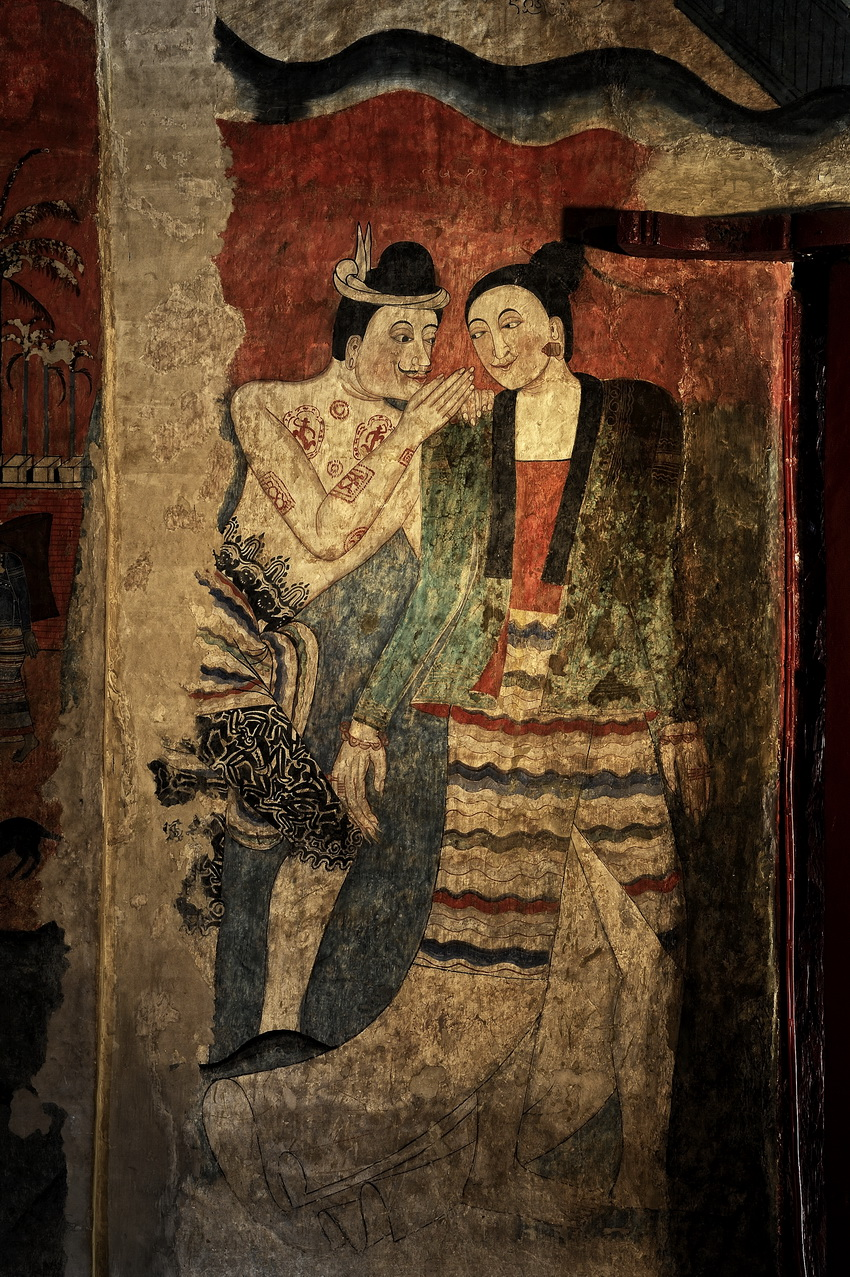
《伟大的低语者》，泰国普敏寺（英语：Wat Phumin）
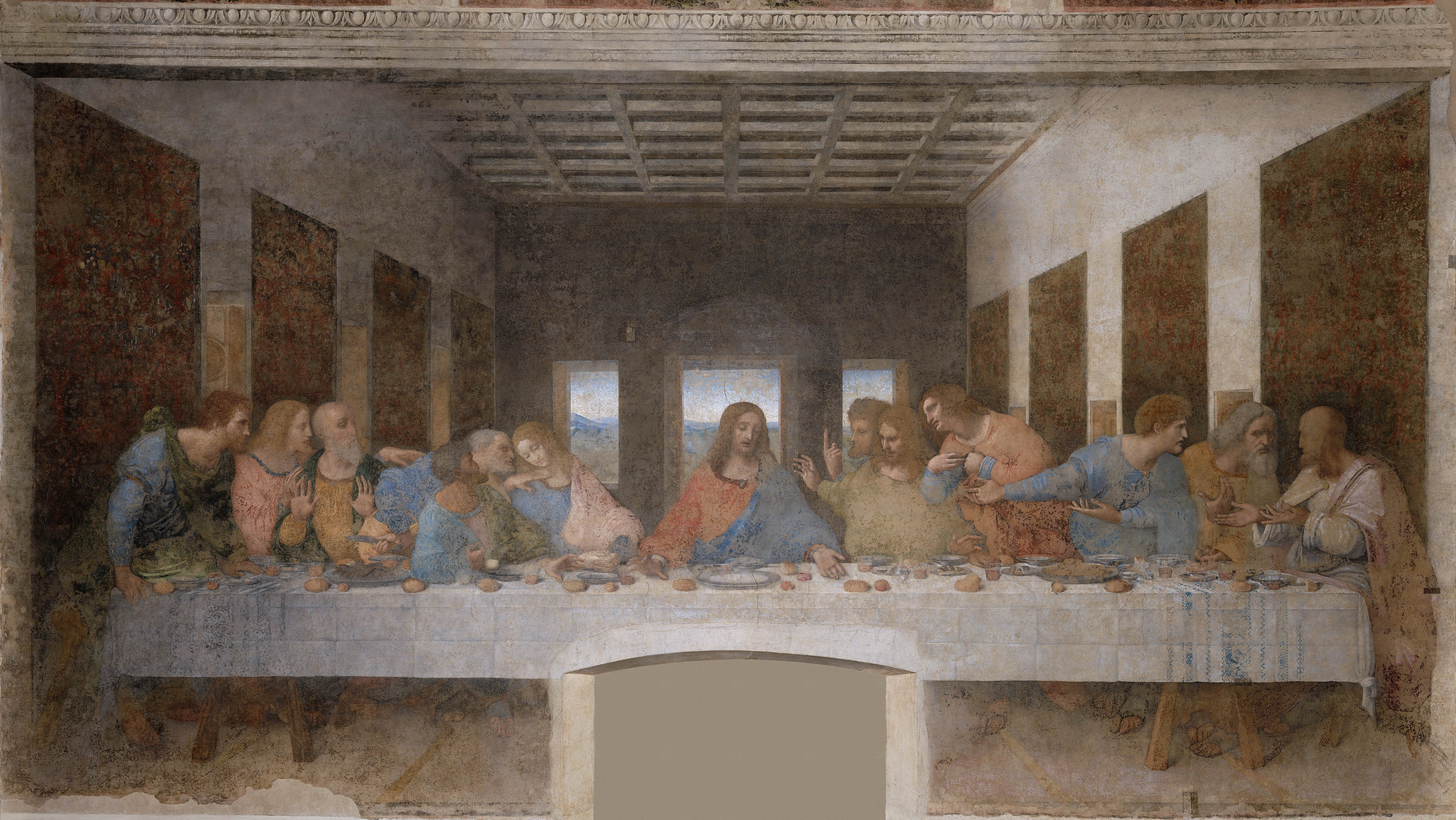
《最后的晚餐》，意大利恩宠圣母
《法隆寺金堂壁画》，日本法隆寺
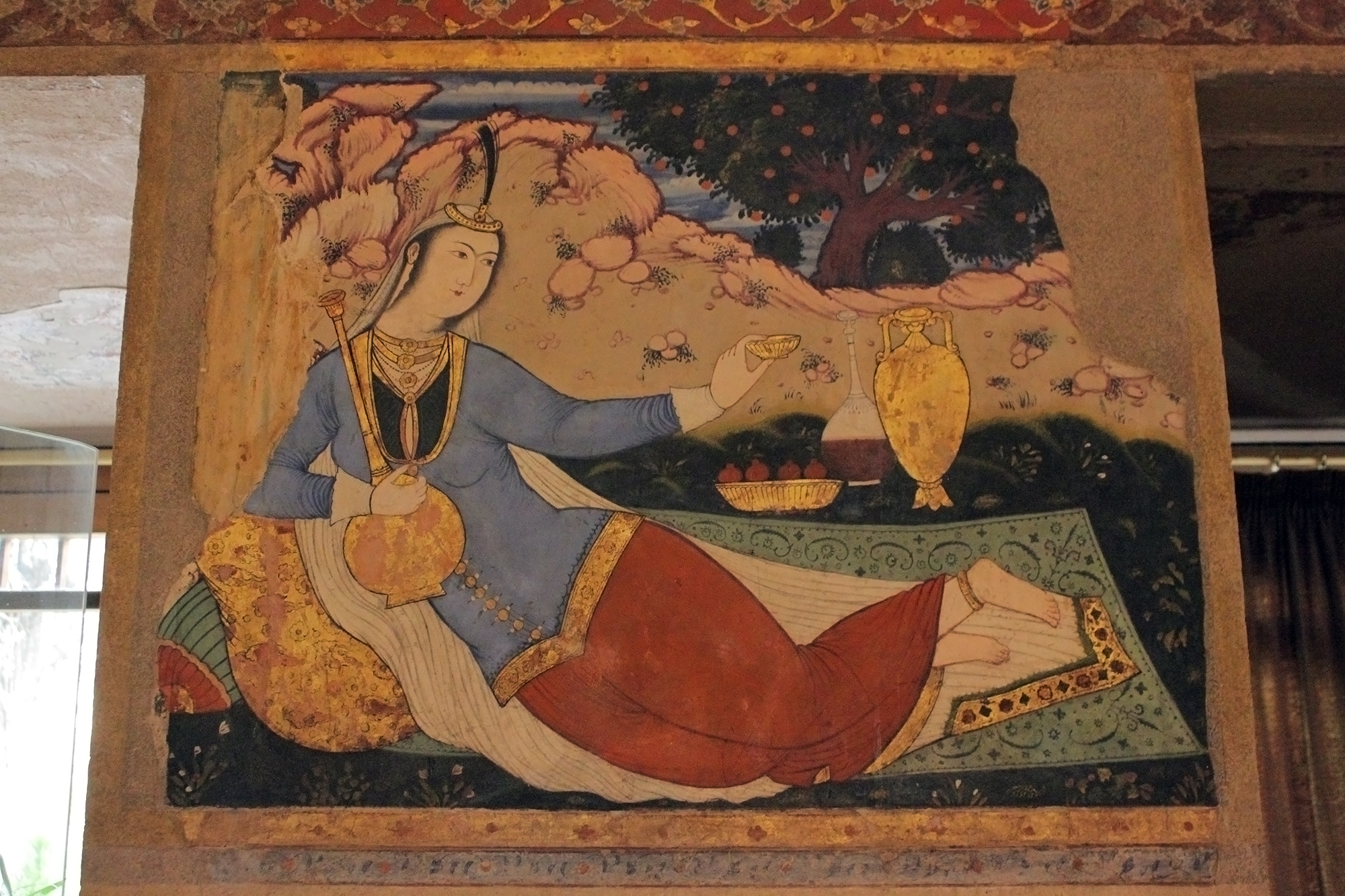
《侧卧于地毯上的贵妇》，伊朗四十柱宫

## 外部連結
- 如何为绘制壁画做准备及如何维护
- Political Wall Murals in Northern Ireland （页面存档备份，存于） - extensive archive
- Painting Landscapes: The Place of Murals in the Symbolic Construction of Urban Space （页面存档备份，存于） - 有关北爱尔兰壁画的专文